# Max Baltensberger
Max Baltensberger is een voormalig Zwitsers voetballer.

## Carrière
Baltensberger speelde gedurende zijn carrière voor de Zwitserse ploeg Servette. Hij kwam aan 1 wedstrijd voor Zwitserland. Met Zwitserland nam hij deel aan de Olympische Spelen in Amsterdam.

## Erelijst
- Servette
  - Zwitserse voetbalbeker: 1928